# Pád (film)
Pád (anglicky Fallen) je americký romantický fantasy dramatický film z roku 2016 od režiséra Scotta Hickse, založený na stejnojmenném románu Lauren Kate z roku 2009. V hlavních rolích se představili Addison Timlin, Jeremy Irvine, Harrison Gilbertson a Joely Richardson.
Film měl původně vyjít na podzim roku 2015, avšak autorka Lauren Kateová zasáhla, a tak byl film vydán v roce 2016 pro země včetně Malajsie, Filipín a Singapuru. Film byl distribuovaný Lotus Entertainment  a pod potvrzením Lauren Kate vydání proběhlo 10. listopadu na Filipínách, v Singapuru a Malajsii. Kdy bude film vydán v Astrálii se stále neví. Ve Velké Británii se objevil dne 10. března 2017. 2. srpna 2017 Lauren Kate potvrdila, že Pád bude ve Spojených státech amerických vydán pod Vertical Entertainment. Tak proběhlo 10. října 2017 na DVD / Blu-ray.

## Děj
Hlavní hrdinka Lucinda „Luce“ Priceová je zaslána na internátní školu Meče & kříže, na školu pro mladé dospělé a dospívající, poté, co je obviňována za smrt Trevora- chlapce, který se kdysi Luce líbil. Trevor byl po polibku zabit v ohni krátce poté, co Luce viděla tzv. stíny- neboli paranormální inkoustové šmouhy, které vídá již od dětství.
Po příchodu na svou novou školu se Luce setkává s různými studenty, včetně Camerona „Cam“, který se o ni zajímá; Arriane Alterovou, která si Luce vezme na starost a provede jí školou; Molly Zaneovou, která Luce obtěžuje; Pennyweather „Penn“, se kterou se Luce spřátelí; a Danielem. Také se setká se slečnou Sophií, učitelkou filozifie a náboženství.
Během trestu ve formě sbírání odpadků, je Luce téměř rozdrcena andělskou sochou. Později s ní Cam flirtuje a téměř ji políbí, než ji pozve na párty. Na večírku se Luce zakecá s Camem, což je překážkou jejího neustálého pocitu neobvyklého spojení s Danielem. Molly se pak objeví a začne Luce obtěžovat a téměř ji zabije, než Arriane zasáhne. Jak Luce odchází, vidí znovu stíny.
Luce slyšela, jak slečna Sophia Danielovi říká, že za andělskou sochou možná stojí Cam, Luce téměř upadá. Ti dva si uvědomí, že je Luce poslouchá a jde za ní. Poté, co ji najde, odhalí, že během tříd pracoval na grafickém románu. V tomto románu se chlapec a dívka zamilují do sebe, ale jsou prokletí tak, že pokaždé, když se políbí, dívka umře; dívka se pak reinkarnuje, setká se s chlapcem (který nikdy stárne nebo se nezmění) o 17 let později a znovu se políbí, čímž se cyklus opakuje.
Cam přitáhne Luce do klubu, kde se ji pokouší políbit, jenže je násilně přeruší Daniel, který křičí, že řekl Camovi, aby se držel dále od Luce; Luce, která prchá ze scény, pak poví Penn, co se stalo. Penn a další chlapec, Todd, pomohou Luce vklouznout do školní knihovny a společně objeví fotku Daniela a Luce z roku 1854. Když Penn jde pro fotografii z tiskárny, Luce jde do knihovny, kde znovu vidí stíny. Dalším tajemným požárem umírá další chlapec- Todd. Daniel Luce (která je v podvědomí) zachrání.
Luce odejde z nemocničního pokoje, a nechá tam spát Penn. Na střeše Luce najde Daniela a zjistí, že Luce a Daniel jsou chlapcem a dívkou z Danielova grafického románu a že Daniel je padlý anděl, čímž vysvětluje svoji nesmrtelnost. Stihli si dát dva polibky a Luce tu stále byla. Cam brzy přichází a říká Luce, že ji ochrání před Luciferem. Snaží se přesvědčit Luce, aby si vybrala jeho místo Daniela, ale Daniel si Luce vezme k sobě a předá jí slečne Sophii, následně odchází bojovat s Camem, aby zamezil příchodu Lucifera.
Jak ti dva bojují, Cam odhaluje, že nebyl ten, který má stát za Luciinou vraždou; mezitím Sophie zabije Penn. Luce vykřikne a Daniel přijde Lucindě na pomoc a ochrání ji před Sophií, která se jí pokoušela zabít. Sophia ospravedlňuje její činy tím, že vysvětluje, že kdyby Luce nežila, Daniel by byl nucen zvolit stranu (zda se přidat k Luciferovi do pekla, nebo jako anděl do nebe) a pořádek by byl obnoven. Stíny se pomalu objevují za Sophií (když mluví) a pohltí ji.
Daniel viditelně otřesené Luce vysvětluje, že kvůli absenci křtu by její další smrt byla trvalá; Sophia si myslela, že po Luciině trvalé smrti by se Daniel vrátil do nebe. Také jí varuje před Luciferem, který o křtu ví. Řekl jí, že ji musí někam bezpečně vzít a oba vyjádří svou lásku k tomu druhému.

## Herecké obsazení
- Addison Timlin jako Lucinda „Luce“ Priceová
- Jeremy Irvine jako Daniel Grigori
- Harrison Gilbertson jako Cameron „Cam“ Briel
- Daisy Head jako Arriane Alterová
- Lola Kirke jako Pennyweather „Penn“ Van Syckle-Lockwoodová
- Sianoa Smit-McPhee jako Molly Zaneová
- Hermiona Corfieldová jako Gabrielle „Gabbe“ Givensová
- Malachi Kirby jako Roland Sparks
- Joely Richardsonová jako Sophia Blissová
- Julie Aubrey jako Doreen Price
- Paul Slack jako Harry Cena
- Leo Suter jako Trevor Beckman
- Chris Ashby jako Todd Hammond
- Auguszta Tóthová jako matka Todda Hammonda
- David Schaal jako Randy
- Norma Kuhling jako Rachel
- Richard Ryan jako trenér
- Rick Lipton jako detektiv